# Pholiurus
Pholiurus is een geslacht uit de grassenfamilie (Poaceae). De soorten van dit geslacht komen voor in delen van Europa, Azië en Australazië.

## Soorten
Van het geslacht zijn de volgende soorten bekend: 
- Pholiurus filiformis
- Pholiurus glabriglumis
- Pholiurus graecus
- Pholiurus incurvatus
- Pholiurus incurvus
- Pholiurus pannonicus
- Pholiurus persicus
- Pholiurus pubescens